# Carabiniere (F593)
Carabiniere (F593) es una fragata en servicio de la Armada italiana. Fue construida por el programa de fragatas multipropósito FREMM.

## Historial operativo
Entre diciembre de 2016 y abril de 2017 el barco realizó una misión de formación y promoción en Asia y Australia.